# Liste de groupes de screamo
Cette liste se réfère à une liste de groupes de screamo. Le screamo est un style musical dérivé du punk hardcore et de l'emocore, qui reprend tout le lyrisme de ce dernier, parmi d'autres genres, durant le début des années 1990. Le terme « screamo » était, au tout début, utilisé pour décrire un style agressif qui s'est développé à San Diego, aux États-Unis, en 1991.

## A
- A Change of Pace[2]
- A Skylit Drive[3]
- A Static Lullaby[4]
- Across Five Aprils[5]
- Alesana[3]
- Alexisonfire[3]
- Amanda Woodward[6]
- Antioch Arrow[7]
- Attack Attack![8]

Début de page

## B
- Blessthefall[9]
- The Blood Brothers[10]
- Boys Night Out[11]

Début de page

## C
- Circle Takes the Square[3],[12],[13]
- City of Caterpillar[7],[14]
- Comadre[15]

Début de page

## D
- Daïtro[15]
- Dance Gavin Dance[16]
- Dead Poetic[3]
- Destroy the Runner[17]
- The Discord of a Forgotten Sketch (débuts)[18]
- La Dispute[19]
- Draft[20]

Début de page

## E
- Envy[7],[12],[15]
- Escape the Fate[21]
- Eyes Set to Kill[22]

Début de page

## F
- The Fall of Troy[3]
- Falling in Reverse[23]
- Fear, and Loathing in Las Vegas[24]
- Fear Before the March of Flames[25]
- Finch[26]
- From Autumn to Ashes[3]
- From First to Last[7]
- Funeral Diner[7]
- Funeral for a Friend[3]

Début de page

## G
- Glassjaw[14],[26]

Début de page

## H
- Hawthorne Heights[27]
- Hopes Die Last[28]
- Hot Cross[29]
- The Hurt Process[30]

Début de page

## I
- I Hate Myself[15]
- Intohimo[31]

Début de page

## K
- Kill Her First[32]

Début de page

## L
- Love Lost But Not Forgotten[33]
- LoveHateHero[34]

Début de page

## O
- Orchid[7],[12],[15]

Début de page

## P
- Pg. 99[7],[15]
- Pianos Become the Teeth[35]
- Poison the Well[3],[14],[26]
- Portraits of Past[13]

Début de page

## R
- The Red Jumpsuit Apparatus[36]

Début de page

## S
- Saetia[12],[14],[15]
- Senses Fail[3],[14]
- Silverstein[37]
- Story of the Year[14],[38]

Début de page

## T
- The Third Memory[39]
- This Romantic Tragedy[40]
- Thrice[14],[26]
- Thursday[14],[15],[26]
- Touché Amoré[7]

Début de page

## U
- Underoath[3]
- The Used[3],[14],[26],[41]

Début de page

## V
- Vendetta Red[14]

Début de page

## Y
- Yaphet Kotto[12]

Début de page